# 2021年歐洲國家聯賽決賽周
2021年歐洲國家聯賽決賽周是2020–21年歐洲國家聯賽的最後階段賽事，是第二屆歐洲足球聯合會所主辦的一項男子國家隊足球錦標賽。賽事由2021年10月6日至10日期間於意大利進行， 會由四隊國家聯賽A小組冠軍參與角逐。賽事中包括兩場準決賽，一場季軍戰和決賽來決出歐洲國家聯賽的冠軍。
葡萄牙是衛冕球隊，他們贏得了2019年首屆賽事冠軍。但是，他們在國家聯賽A小組中只能排名第二位，所以未能晉身到決賽周階段進行衛冕。

## 賽制
歐洲國家聯賽決賽周在2021年10月舉行，會由四隊國家聯賽A小組冠軍參與角逐。這四支參賽球隊在2022年國際足協世界盃外圍賽分組賽中，會被抽入只有五隊的小組（而非六隊的小組），以騰出2021年10月的國際賽期參與歐洲國家聯賽決賽周。

## 參賽球隊
四隊國家聯賽A小組冠軍，會獲得歐洲國家聯賽決賽周參賽權。 所有四支球隊都是首次參與歐洲國家聯賽決賽周。
| 小組 | 冠軍             | 晉級日期       | 過往決賽周 參賽次數 | 歐國聯排名 2020年11月 | 國際足協排名 2021年9月 |
| ---- | ---------------- | -------------- | ------------------- | --------------------- | ---------------------- |
| A1   | 義大利（主辧國） | 2020年11月18日 | 0（首次）           | 3                     | 4                      |
| A2   | 比利时           | 2020年11月18日 | 0（首次）           | 2                     | 1                      |
| A3   | 法國             | 2020年11月14日 | 0（首次）           | 1                     | 5                      |
| A4   | 西班牙           | 2020年11月17日 | 0（首次）           | 4                     | 8                      |

## 賽程
歐洲國家聯賽決賽周原定於2021年6月2–6日進行，及後2020年歐洲國家盃因2019冠狀病毒病大流行而延期至2021年6月和7月舉行，所以本項賽事亦都需要延期到2021年10月6–10日進行。 賽事會持續五天，準決賽在10月6日和7日舉行（主辦國會於第一天出戰），季軍戰和決賽會在第二場準決賽之後三天，即2021年10月10日進行。

## 主辦國遴選
歐洲足協行政委員會在2020年12月3日舉行的會議中，確定意大利為本屆賽事的主辦國。 只有聯賽A的球隊可以申辦國家聯賽決賽周，並且只會由四隊參賽球隊之間選出主辦國。國家聯賽決賽周賽事會分別在兩個球場進行，每個球場都必須設有最少 30,000 個座位。兩個球場最理想是位於同一個城市，或最遠相距150（93英里）。
2020年9月24日，歐洲足協宣佈意大利、荷蘭和波蘭宣稱有意主辦賽事，他們均是來自A1組。 意大利最終在2020年11月18日確定獲得A1組首名，力壓荷蘭和波蘭，所以他們只待歐洲足協在2020年12月3日正式確認主辦權。 假如小組第四支球隊（波斯尼亞）亦晉級國家聯賽決賽周，歐洲足協行政委員會亦會把他們的場地納入考慮中。
競投球場
- 義大利[9]
  - 米蘭，聖西路球場
  - 都靈，祖雲達斯球場
- 荷蘭[10]
  - 阿姆斯特丹，約翰·告魯夫競技場
  - 鹿特丹，飛燕諾球場
- 波蘭[11]
  - 華沙，國家體育場
  - 華沙，Stadion Wojska Polskiego（英语：Stadion Wojska Polskiego）（潛在第二球場）
  - 霍茹夫，Silesian Stadium（英语：Silesian Stadium）（潛在第二球場）
  - 克拉科夫，Stadion Miejski Wisły（英语：Stadion Miejski Wisły (Kraków)）（潛在第二球場）

## 球場
在意大利足球總會的投標中，建議米蘭的聖西路球場和都靈的祖雲達斯球場為比賽場地。
| 米蘭都靈 | 米蘭         | 都靈         |
| -------- | ------------ | ------------ |
| 米蘭都靈 | 聖西路球場   | 祖雲達斯球場 |
| 米蘭都靈 | 容量：75,923 | 容量：41,507 |
| 米蘭都靈 |              |              |

## 抽籤
抽籤儀式在2020年12月3日，歐洲中部時間 17:30 於瑞士尼翁的歐洲足協總部舉行。這是一個全公開的抽籤，會定出準決賽的對賽組合。 首兩隊被抽出的球隊會被分配到對賽A，而餘下的兩隊會被分配到對賽B。 基於賽程目的，主隊會被分配到準決賽 1 作為行政上主隊一方。而準決賽和決賽的主隊一方，會被預先設定為從半決賽 1 晉級的球隊。

## 晉級圖
|  |                 |      |                 |   | 決賽 |  |
|  |                 |      |                 |   |      |  |
|  | 10月6日 – 米蘭  |      |                 |   |      |  |
|  |                 |      |                 |   |      |  |
|  | 義大利          | 1    |                 |   |      |  |
|  | 義大利          | 1    | 10月10日 – 米蘭 |   |      |  |
|  | 西班牙          | 2    |                 |   |      |  |
|  | 西班牙          | 2    | 西班牙          | 1 |      |  |
|  | 10月7日 – 都靈  |      | 西班牙          | 1 |      |  |
|  |                 | 法國 | 2               |   |      |  |
|  | 比利时          | 法國 | 2               | 2 |      |  |
|  | 比利时          |      |                 | 2 |      |  |
|  | 法國            | 3    |                 |   |      |  |
|  | 法國            | 3    |                 |   |      |  |
|  |                 |      |                 |   |      |  |
|  | 10月10日 – 都靈 |      |                 |   |      |  |
|  |                 |      |                 |   |      |  |
|  | 義大利          | 2    |                 |   |      |  |
|  | 義大利          | 2    |                 |   |      |  |
|  | 比利时          | 1    |                 |   |      |  |

所有均為當地時間，歐洲中部夏令時間 (UTC+2)。

## 準決賽

### 意大利 vs 西班牙
| 2021年10月6日 20:45 |

| 義大利 | 1–2  | 西班牙 |
| ------ | ---- | ------ |
|        | 報告 |        |

| 米蘭，聖西路球場 |

### 比利時 vs 法國
| 2021年10月7日 20:45 |

| 比利时 | 2–3  | 法國 |
| ------ | ---- | ---- |
|        | 報告 |      |

| 都靈，祖雲達斯球場 |

## 季軍戰
| 2021年10月10日 15:00 |

| 義大利 | 2–1  | 比利时 |
| ------ | ---- | ------ |
|        | 報告 |        |

| 都靈，祖雲達斯球場 |

## 決賽
| 2021年10月10日 20:45 |

| 西班牙 | 1–2  | 法國 |
| ------ | ---- | ---- |
|        | 報告 |      |

| 米蘭，聖西路球場 |

## 外部連結
- 官方网站